# Troporhogas tricolor
Troporhogas tricolor är en stekelart som beskrevs av Cameron 1905. Troporhogas tricolor ingår i släktet Troporhogas och familjen bracksteklar. Inga underarter finns listade i Catalogue of Life.